# Khu tưởng niệm bác sĩ Alexandre Yersin
Khu tưởng niệm bác sĩ Alexandre Yersin là công trình nằm trên một ngọn đồi nhỏ không tên tại khu vực Suối Dầu huyện Diên Khánh cách thành phố Nha Trang 20 km. Đây là điểm tham quan hấp dẫn và là di tích lịch sử giúp cho du khách hiểu thêm về cuộc đời của ông tại tỉnh Khánh Hòa. 

## Lịch sử
Tháng 7-1891 – ông đến Nha Trang lần đầu tiên. Đến cuối năm 1899 ông trở lại Nha Trang thành lập viện Pasteur. Gần 50 năm sống độc thân ở Nha Trang ông đã dành trọn cuộc đời cho sự nghiệp khoa học, nghiên cứu thành công cho việc sản xuất thuốc chữa bệnh dịch hạch. Ông sống giản dị gần gũi với nhân dân xóm Cồn nên được mọi người quý mến.
Ngày 1/3/1943, Yersin mất tại Nha Trang. Theo di chúc, khi khâm liệm người ta đặt ông nằm sấp, đầu quay về biển để ông mãi mãi ôm mảnh đất quê hương của mình.
Ngôi mộ hình chữ nhật xây bằng ximăng, sơn màu xanh. Trên bề mặt có chữ Alexandre Yersin. (1863-1943).

## Khu tưởng niệm
Tỉnh Khánh Hoà có 3 khu tưởng niệm bác sĩ Alexandre Yersin tại thành phố Nha Trang và huyện Cam Lâm.
Ba khu tưởng niệm bác sĩ Alexandre Yersin: 
- Bảo tàng bác sĩ Alexandre Yersin tại viện Pasteur Nha Trang, tỉnh Khánh Hòa.
- Chùa Linh Sơn, xã Suối Cát, huyện Cam Lâm, tỉnh Khánh Hòa (phòng làm việc của Bác sĩ ở Suối Dầu trước đây).
- Phần mộ của Bác sĩ Yersin, xã Suối Cát, huyện Cam Lâm, tỉnh Khánh Hòa.